# La Forêt-du-Parc
La Forêt-du-Parc és un municipi francès situat al departament de l'Eure i a la regió de Normandia. L'any 2007 tenia 510 habitants.

## Demografia

### Població
El 2007 la població de fet de La Forêt-du-Parc era de 510 persones. Hi havia 180 famílies, de les quals 24 eren unipersonals (8 homes vivint sols i 16 dones vivint soles), 56 parelles sense fills, 96 parelles amb fills i 4 famílies monoparentals amb fills.
La població ha evolucionat segons el següent gràfic:
Habitants censats

### Habitatges
El 2007 hi havia 205 habitatges, 181 eren l'habitatge principal de la família, 14 eren segones residències i 9 estaven desocupats. Tots els 205 habitatges eren cases. Dels 181 habitatges principals, 159 estaven ocupats pels seus propietaris, 21 estaven llogats i ocupats pels llogaters i 1 estava cedit a títol gratuït; 5 tenien dues cambres, 10 en tenien tres, 73 en tenien quatre i 93 en tenien cinc o més. 128 habitatges disposaven pel capbaix d'una plaça de pàrquing. A 55 habitatges hi havia un automòbil i a 123 n'hi havia dos o més.

### Piràmide de població
La piràmide de població per edats i sexe el 2009 era:
| Homes | Edats   | Dones |
| ----- | ------- | ----- |
| 0     | 95 o +  | 0     |
| 0     | 90 a 94 | 0     |
| 0     | 85 a 89 | 0     |
| 0     | 80 a 84 | 0     |
| 8     | 75 a 79 | 0     |
| 4     | 70 a 74 | 8     |
| 4     | 65 a 69 | 0     |
| 8     | 60 a 64 | 16    |
| 4     | 55 a 59 | 4     |
| 12    | 50 a 54 | 16    |
| 16    | 45 a 49 | 12    |
| 32    | 40 a 44 | 24    |
| 16    | 35 a 39 | 40    |
| 20    | 30 a 34 | 20    |
| 8     | 25 a 29 | 0     |
| 12    | 20 a 24 | 16    |
| 24    | 15 a 19 | 8     |
| 32    | 10 a 14 | 32    |
| 24    | 5 a 9   | 28    |
| 12    | 0 a 4   | 8     |

## Economia
El 2007 la població en edat de treballar era de 364 persones, 290 eren actives i 74 eren inactives. De les 290 persones actives 263 estaven ocupades (147 homes i 116 dones) i 27 estaven aturades (12 homes i 15 dones). De les 74 persones inactives 28 estaven jubilades, 33 estaven estudiant i 13 estaven classificades com a «altres inactius».

### Ingressos
El 2009 a La Forêt-du-Parc hi havia 174 unitats fiscals que integraven 532 persones, la mediana anual d'ingressos fiscals per persona era de 20.352 €.

### Activitats econòmiques
Dels 12 establiments que hi havia el 2007, 4 eren d'empreses de construcció, 3 d'empreses de comerç i reparació d'automòbils, 1 d'una empresa immobiliària, 3 d'empreses de serveis i 1 d'una empresa classificada com a «altres activitats de serveis».
Dels 5 establiments de servei als particulars que hi havia el 2009, 1 era un paleta, 1 fusteria, 1 lampisteria, 1 electricista i 1 agència immobiliària.
L'any 2000 a La Forêt-du-Parc hi havia 8 explotacions agrícoles.

## Equipaments sanitaris i escolars
El 2009 hi havia una escola elemental integrada dins d'un grup escolar amb les comunes properes formant una escola dispersa.

## Poblacions més properes
El següent diagrama mostra les poblacions més properes.